# 民兵条例
民兵条例（みんぺいじょうれい、英：Militia Ordinance）は、1642年3月5日にイングランドの長期議会で成立した法案。清教徒革命（イングランド内戦）勃発直前に可決されたこの法案は議会派が軍の統帥権を握ることが書かれたため、議会派と王党派の対立が深刻になり内戦の原因の1つになった。最初は民兵法案（Militia Bill）だったが、議会独自で可決する必要から条例に変更された。
1641年11月の議会の大諫奏可決とチャールズ1世承認拒否は内戦が予想され、議会は軍事力確保のため軍統帥権を国王から議会へ移す方法を探り出した。12月、急進派の独立派を率いるアーサー・ヘジルリッジから提出された民兵法案の審議を始めたが、その最中の1642年1月にチャールズ1世が軍を率いて議会指導者のジョン・ピム、ジョン・ハムデン、ヘジルリッジ、デンジル・ホリス、ウィリアム・ストロードら5人の議員を逮捕しようと議会へ乗り込む事件が発生、ロンドン市民が5人を匿ったためチャールズ1世は引き上げたが、この事件で彼への信頼を失った議会は審議を続けた。軍備増強および実行のための委員会設置はオリバー・クロムウェルが提言、ピムの働きかけでそれらは実現し議会は着々と準備を進めていった。
3月5日に民兵法案は下院・上院共に可決、チャールズ1世にも裁可を求めたが通るはずもなく拒否された。すかさず議会は法案の形式を国王裁可の必要がない条例に変更、民兵条例として可決した。内容は議会が民兵軍統帥権を掌握、各州の司令官や統監任命権も議会が握ることを記し、6月に民兵条例に関連する議会の宣言で議会主権を唱え大諫奏に続く国王大権への挑戦を試みた。反発したチャールズ1世は条例禁止の命令を各地に伝え、議会と国王はそれぞれ反対派を攻撃して自己の立場を正当化する宣伝を繰り広げ、両者の対立は激化した。そして6月、議会からの和平提案（19か条提案）をチャールズ1世が蹴ったため7月に議会は1万人募兵と治安委員会設置、エセックス伯ロバート・デヴァルーを総司令官に任命し8月の国王決起で第一次イングランド内戦が勃発した。
議会派の主力となった民兵軍だが、プロの国王軍と違い素人同然な上、ローカリズムを引きずるあまり地元から外へ出て遠征することを嫌がるなど欠点が多く、指揮系統の乱れもあり国王軍に対抗出来ず劣勢を強いられた。議会派は改善のため募兵制度、東部連合・西部連合結成、鉄騎隊創設など試行錯誤を重ね、1645年にニューモデル軍条例と辞退条例でようやく軍の刷新を果たし内戦を終結させた。